# Josephine Kulea

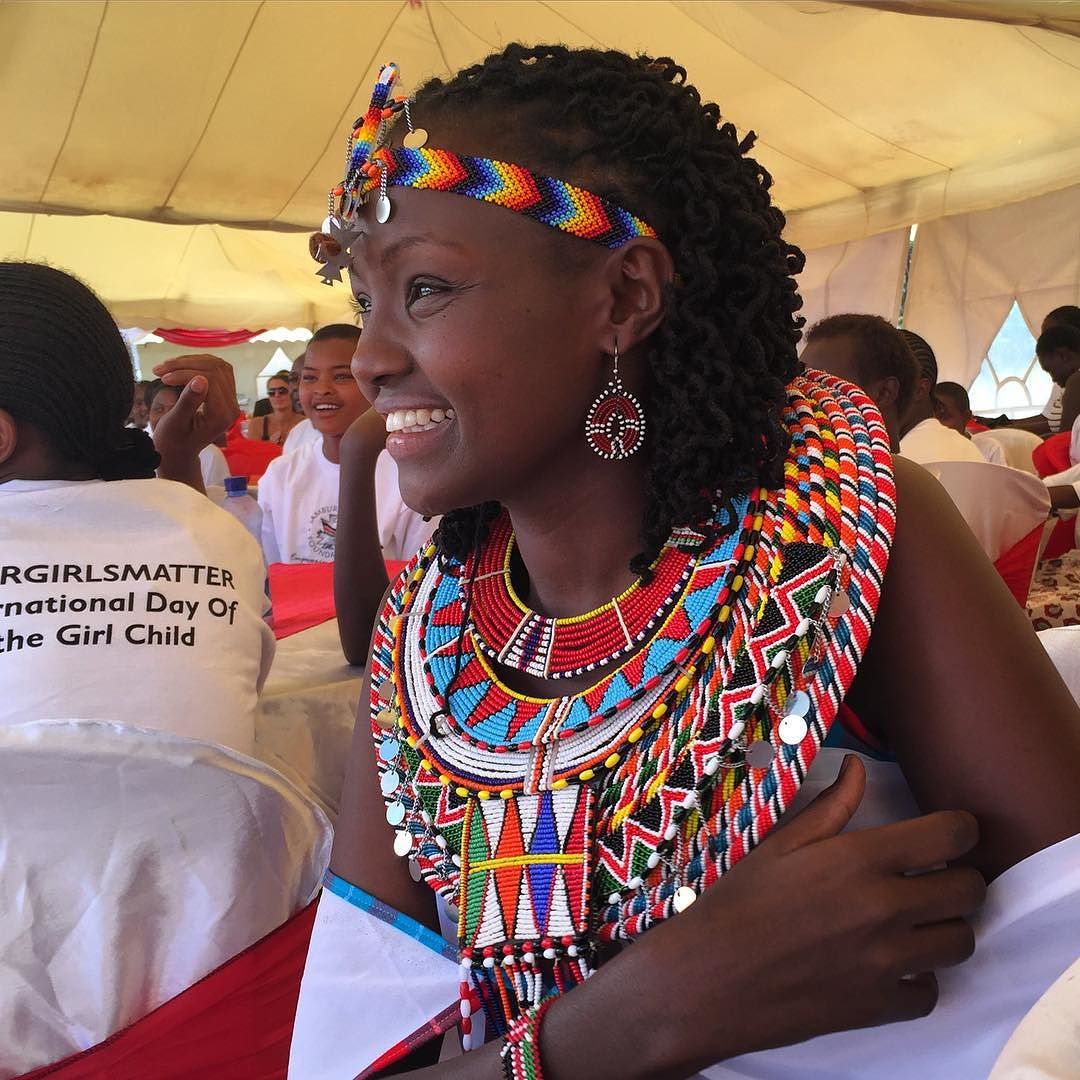
Kulea in 2015

Josephine Kulea (1984) is een Keniaanse kinderrechtenactivist en feminist, die zich inspant om minderjarige meisjes van haar volk te beschermen tegen vrouwelijke genitale verminking, seksueel misbruik en gedwongen huwelijken - illegaal in Kenia.

## Biografie
Kulea groeide op als lid van het Samburu-volk. Bij de Samburu is seksueel misbruik van jonge meisjes door bloedverwanten en anderen niet ongebruikelijk, en als dit leidt tot zwangerschap wordt het meisje vaak gedwongen abortus te ondergaan, of wordt infanticide gepleegd. Dankzij een priester werden Kulea en twee andere meisjes weggehaald uit hun omgeving en ondergebracht bij een kostschool voor basisonderwijs, waardoor ze konden ontsnappen aan deze praktijken. Ook toen haar vader overleed, bleef Kulea op de kostschool, omdat haar moeder erop stond en zeer vasthoudend was. Ook de middelbare school volgde ze op een kostschool. Vervolgens werd een huwelijk gearrangeerd, maar ze weigerde.
Nadat ze in de stad Nyeri voor verpleegkundige had gestudeerd aan de Mathari Consolata Nursing School, keerde Kulea naar haar geboorteregio terug, waar ze werkte bij de Kipsing health facility. Vanaf 2008 beijverde ze zich, financieel gesteund door United States Agency for International Development (USAID), om jonge meisjes te behoeden voor vrouwelijke genitale verminking en gedwongen huwelijken.
In 2012 stichtte Kulea de Samburu Girls Foundation, die verminkingen en onvrijwillige huwelijken tracht te verhinderen en minderjarige meisjes helpt een opleiding te voltooien.
De stichting ontfermt zich ook over jonge meisjes die zwanger zijn geraakt van het seksueel misbruik. Met haar stichting heeft Kulea mogelijk al 1000 meisjes van een besnijdenis en/of een voortijdig huwelijk gered. Kulea kan voor een deel rekenen op steun binnen de Samburu, en wordt vaak bijgestaan door de lokale politie omdat de door haar bestreden praktijken (in elk geval sinds 2011) in Kenia onwettig zijn. De meeste ouderen en de meer traditionele leden van de Samburu beschouwen haar echter als een bedreiging.

## Erkenning
In 2011 noemde Michael Rannenberger, destijds ambassadeur van de VS in Kenia, Kulea een "onbekende held". In 2014 noemde president Barack Obama haar in een toespraak voor jongeren in Nairobi als "iemand die hem hoop gaf".